# Moldavsko na Letních olympijských hrách 2012
Moldavsko se účastnilo Letní olympiády 2012. Zastupovalo ho 22 sportovců (12 mužů a 10 žen) v 9 sportech.

## Medailisté
| Medaile | Jméno            | Sport    | Soutěž     |
| ------- | ---------------- | -------- | ---------- |
| Bronz   | Cristina Iovuová | Vzpírání | ženy 53 kg |
| Bronz   | Anatolie Cîrîcu  | Vzpírání | muži 94 kg |